# Júlio Baptista
Júlio César Baptista (São Paulo, 1. listopada 1981.) je brazilski umirovljeni nogometaš koji je igrao na pozicijama polušpice i napadača.  Zbog fizičke konstrukcije ima nadimak "zvijer".
Baptista je karijeru započeo kao defenzivni vezni a nakon serije impresivnih izvedbi za momčad São Paulo iz rodnog grada. 2003. igrač potpisuje za Sevillu gdje je igrao dvije sezone te je tamo prebačen na poziciju napadača. U razdoblju igranja za taj klub, Baptista je postigao ukupno 50 golova dok je 2005. prešao u redove španjolskog velikana Real Madrida. Nakon dvije neuspješne sezone u klubu, igrač je posuđen Arsenalu. Povratkom u Real nakon jedne godine i završetkom ugovora s klubom, Júlio Baptista odlazi u A.S. Romu.
3. siječnja 2011. Baptista je okončao pregovore s Málagom s kojom je potpisao 3,5 godišnji ugovor.

## Karijera

### Klupska karijera

#### FC Sevilla
3. kolovoza 2003. Sevilla je prilikom potpisivanja ugovora s Baptistom predstavila javnosti igrača. Vrijednost transfera je iznosila 3,75 milijuna USD. Igrač je tada bio uvjeren da će uspjeti u Španjolskoj. Dodijeljen mu je dres s brojem 19 te je počeo igrati kao polušpica. Baptista se ubrzo istaknuo, postigavši dva gola u 4:0 pobjedi protiv Racing Santandera. Kako je sezona napredovala, Brazilac je nastavio s dobrom formom postigavši dva pogotka protiv Levantea dok je u uzvratu protiv Racinga zabio četiri gola u domaćoj visokoj 5:2 pobjedi.
Njegove dobre igre privukle su pažnju velikih klubova, ali je unatoč velikom interesu Arsenala, Baptista ostao u Sevilli i sljedeće sezone u kojoj je u svim natjecanjima postigao ukupno 25 golova.
Između 2003. i 2005. Júlio Baptista je za Sevillu ukupno nastupio u 81 susreta te je ukupno postigao 50 golova nakon čega su u ljeto 2005. krenule glasine kako se Real Madrid i Arsenal međusobno bore za dovođenje igrača u vlastite redove.

#### Real Madrid
25. srpnja 2005. Real Madrid je potvrdio da je doveo igrača u klub za 24,5 milijuna eura. Baptista je tada potpisao ugovor na pet godina te je izjavio da je odabrao ostati u Španjolskoj još barem godinu dana kako bi ostvario pravo na dvojno državljanstvo (španjolsko-brazilsko) što mu je potrebno kako ga se tokom karijere u Europi ne bi smatralo "strancem". Također, izjavio je da se u tom trenutku nije htio preseliti u Englesku a Real mu je dodijelio dres s brojem 8.
Sezona je djelovala veoma obećavajuće za Real Madrid jer su u klub dovedeni Júlio Baptista, Sergio Ramos i Robinho kako bi se prekinuo niz bez osvojenih trofeja. Igrač je smješten na poziciju lijevog krila odakle nije mogao pružiti dobre igre kao na tradicionalnim pozicijama polušpice i napadača. Zbog toga je tokom cijele sezone postigao samo osam pogodaka a klub ponovo nije uspio osvojiti niti jedan trofej.
Baptista je inzistirao na prelasku u Arsenal koji ga je htio dovesti tako da je igrač u konačnici pušten u londonski klub na posudbu.

#### Arsenal
Krajem kolovoza 2006. prije nego što je zatvoren ljetni prijelazni rok, mediji su izvještavali o prelasku Júlija Baptiste u Arsenal ili Tottenham Hotspur. Međutim, 31. kolovoza 2006. Real Madrid i Arsenal su izvršili razmjenu (jednogodišnju posudbu) igrača tako da je u madridski klub prešao José Antonio Reyes dok je Baptista otišao u Arsenal.
Baptista je svoj prvi pogodak za novi klub postigao u Ligi prvaka protiv HSV-a 21. studenog 2006. dok je u Premier ligi postigao samo tri gola u 24 ligaška nastupa. Međutim, igrač se posebice istaknuo u Liga kupu gdje je postigao četiri gola u utakmici protiv Liverpoola igranoj 9. siječnja 2007. Tada je Arsenal ostvario visoku pobjedu od 6:3. U polufinalu istog natjecanja je postigao dva gola protiv Tottenham Hotspura dok je klub izgubio u finalu protiv Chelseaja.
U ukupno svim natjecanjima, Baptista je za Arsenal nastupio u 35 utakmica te postigao 10 pogodaka.

#### Povratak u Real Madrid
Krajem sezone 2006./07. Baptista se vraća u matični Real te je nakon imenovanja novog trenera Bernda Schustera igrač igrao mnogo češće i to na centralnoj poziciji.
Nakon povratka u Real, Baptista je svoj prvi pogodak u Ligi prvaka postigao protiv Lazija a nakon toga je uslijedio veličanstveni pogodak u utakmici El Clasica protiv Barcelona. Igrač je postigao gol zahvaljujući suradnji s Ruudom van Nistelrooyjem te je Real u konačnici pobijedio s 1:0. To je ujedno bio i tek drugi put da je Real Madrid pobijedio katalonskog rivala na Camp Nou u protekle 24 godine.
Tijekom te sezone (2007./08.) Baptista je nastavio s odličnom formom zbog čega je suigrač Guti nastavio sjediti na klupi. Međutim, krajem sezone igrač je izgubio mjesto u momčadi što je dovelo do ljetnih špekulacija o odlasku Baptiste iz kluba.

#### AS Roma
AS Roma je Baptistu dovela u svoje redove 14. kolovoza 2008. u transferu vrijednom 9 milijuna eura dok je igrač potpisao četverogodišnji ugovor.
Baptista je za novi klub debitirao u talijanskom Superkupu 25. kolovoza 2008. u kojem je klub izgubio od Intera na penale. Tada je igrač realizirao kazneni udarac. Svoj prvi pogodak za klub u Ligi prvaka, Baptista je postigao 1. listopada 2008. u utakmici protiv Bordeauxa kojeg je AS Roma dobila s 3:1. Također, igrač je u svojem prvom "rimskom derbiju" zabio pobjednički pogodak protiv Lazija.

#### Málaga
3. siječnja 2011. Málaga je objavila da je u klub doveden Júlio Baptista koji je potpisao 2,5 godišnji ugovor. Tek je nakon 11 dana AS Roma objavila informaciju o iznosu transfera koji je stajao 2,5 milijuna eura. Igrač je za novi klub debitirao 16. siječnja 2011. u visokom 4:1 porazu od Barcelone. Tjedan dana nakon toga Baptista je postigao prvi pogodak za klub u 4:3 porazu protiv Valencije.
Igrač se na utakmici protiv Getafea ozlijedio te je nakon nekoliko dana operiran u Brazilu. Na teren se vratio 16. travnja 2011. na utakmici protiv RCD Mallorce gdje je postigao dva pogotka (3:0 pobjeda Málage) čime se klub maknuo iz zone ispadanja.
1. listopada 2011. Baptista je u dramatičnoj utakmici protiv Getafea postigao pogodak pred kraj utakmice u 3:2 pobjedi Málage. Tim golom igrač je ujedno proslavio svoj 30. rođendan.

### Reprezentativna karijera
Baptista je za Brazil nastupio 46 puta te je pri tome postigao pet pogodaka. Za Carioce je debitirao 4. lipnja 2001. u Kupu konfederacija u utakmici bez pogodaka protiv Japana. Taj turnie je Júlio Baptista kao član reprezentacije osvojio 2005. i 2009.
Budući da je Baptista igrao malo u Real Madridu, nije uvršten u popis reprezentativaca za Svjetsko prvenstvo 2006. Međutim, igrač je u brazilsku reprezentaciju pozvan već sljedeće godine za potrebe Copa Américe gdje je postigao tri pogotka. Najznačajniji je bio u finalu turnira protiv Argentine 15. srpnja 2007. Tada je Brazil osvojio turnir pobijedivši Gaučose s visokih 3:0.

## Osvojeni trofeji

### Klupski trofeji
| Španjolska  | Španjolska | Španjolska |
| Klub        | Trofej     | Godina     |
| ----------- | ---------- | ---------- |
| Real Madrid | La Liga    | 2007./08.  |

### Reprezentativni trofeji
| Brazil            | Brazil | Brazil |
| Natjecanje        | Godina |        |
| ----------------- | ------ | ------ |
| Copa América      | 2004.  |        |
| Copa América      | 2007.  |        |
| Kup konfederacija | 2005.  |        |
| Kup konfederacija | 2009.  |        |

## Pogoci za reprezentaciju
| #  | Datum            | Mjesto                    | Protivnik | Rezultat | Natjecanje                             |
| -- | ---------------- | ------------------------- | --------- | -------- | -------------------------------------- |
| 1. | 7. srpnja 2007.  | Puerto la Cruz, Venezuela | Čile      | 6 – 1    | Copa América 07'                       |
| 2. | 10. srpnja 2007. | Maracaibo, Venezuela      | Urugvaj   | 2 – 2    | Copa América 07'                       |
| 3. | 15. srpnja 2007. | Maracaibo, Venezuela      | Argentina | 3 – 0    | Copa América 07'                       |
| 4. | 29. ožujka 2009. | Quito, Ekvador            | Ekvador   | 1 – 1    | Kvalifikacije za SP 10' - Južna Afrika |
| 5. | 9. rujna 2009.   | Salvador, Brazil          | Čile      | 4 – 2    | Kvalifikacije za SP 10' - Južna Afrika |

## Vanjske poveznice
- Profil igrača na Transfermarkt.co.uk
- Baptistin profil na web stranicama Malage
- Statistika igrača na Soccerbase.com  Arhivirana inačica izvorne stranice od 15. kolovoza 2009. (Wayback Machine)
- Statistika igrača na National-football.teams.com